# 岸田佳晃
岸田 佳晃（きしだ よしてる、1982年 - ）は、日本の建築家。神奈川県横浜生まれ。沖縄とベルギーで少年時代を過ごす。2005年、日本大学理工学部建築学科卒業。2007年イーストロンドン大学大学院ディプロマ留学。いくつかの設計事務所と工務店勤務を経て、2018年独立。
2013年東京建築士会住宅建築賞入賞。弦巻の家のリノベーション（2001年）、Bankers Boxのある風景、など